# Q-skrivalica
Q-skrivalica (eng., Hide and Q) je deveta epizoda prve sezone američke znanstveno-fantastične serije Zvjezdane staze: Nova generacija.

## Radnja
Tijekom putovanja prema Quadra Sigmi III gdje je skupina kolonista stradala u eksploziji metana Enterprise se ponovo nađe zarobljen u energetskom polju i na mostu se pojavljuje Q. Po njegovim riječima čovječanstvo je napokon postalo zanimljivo kontinuumu i da im nudi ispunjenje svih njihovih snova.

Kada Picard odbije njegovu ponudu tvrdeći da nemaju vremena za igru Q prebacuje Rikera, La Forgea, Datu, Worfa i Tashu na nepoznati pješčani planet ostavljajući samog Picarda na mostu.
Na planetu se Q pojavljuje kao francuski maršal i objašnjava im pravila igre u kojoj će sudjelovati. Cilj igre je dati odgovor na pitanje u što se ljudi razvijaju, dok su njena pravila jednostavna, ako prežive nagrada će biti ispunjenje njihovih snova, ako izgube gube svoj život.

Na Worfovu tvrdnju da će oni sigurno preživjeti ako pravila budu poštena Q odgovara da je poštenje previše ograničavajući pojam za njegovu maštu pa će zbog toga igra biti potpuno nepoštena. Kada se Tasha razljuti na tu njegovu izjavu Q je šalje u nešto što on naziva klupom za isključene igrače upozoravajući ostale da na njoj ima samo jedno mjesto i da će ako netko od njih bude isključen Tasha nestati.
Za to vrijeme Picard otkriva da je zarobljen na mostu na kojem ne radi niti jedan sustav. Iznenada se na mostu pojavljuje Tasha koja mu objašnjava da se ona nalazi u nekoj vrsti kazne i da će nestati ako netko od drugih bude također kažnjen. Ubrzo iza nje pojavljuje se i Q koji obavještava Picarda o pravome smislu igra koja se odvija, ona treba reći je li Riker spreman primiti dar koji mu kontinuum nudi. Uvjeren da će Riker pobijediti Picard predlaže okladu koju Q prihvaća. Ulozi su jednostavni, ako Picard izgubi odreći će se zapovjedništva nad Enterpriseom, a ako Q izgubi prestat će se miješati u razvoj čovječanstva.
Natrag na planetu tim se sukobljava s vojnicima obučenim u francuske uniforme, no koji nisu naoružani zastarjelim mušketama nego nečim nalik na fazore. Za vrijeme sukoba Q se pojavljuje kao Data objašnjavajući Rikeru da on sada ima sve njegove moći i da može spasiti svoje prijatelje jednim pokretom ruke. Iznenada se cijeli tim osim njega ponovo nalazi natrag na mostu Enterprisea u istom trenutku u kojem se Q i pojavio.
Na planetu Riker zahtijeva da mu Q kaže što želi od Ljudi. Nakon kratkog negodovanja Q mu objašnjava kako oni zbog svoje želje za učenjem i otkrivanjem imaju mogućnost s vremenom postati vrlo moćna vrsta i da Q želi saznati nešto više o njima. Iz tog razloga oni sada nude Rikeru mogućnost da i sam postane član kontinuuma. Kada Riker odbije ponudu na planetu se iznenada pojavljuju Picard, La Forge, Data, Worf, Tasha i Wesley. Vojnici ih odmah napadaju i uspijevaju ubiti Worfa i Wesleyja. Razljućen Riker prvo zaustavlja vojnike energetskim poljem, a zatim ih vraća sve natrag neozlijeđene na Enterprise koji ponovo nastavlja sa svojim putem prema Quadra Sigmi III.
Prije početka spašavanja Picard zahtijeva od Rikera da tijekom njega ne koristi svoje nove moći na što on pristaje. Ogorčen što zbog obećanja nije mogao spasiti djevojčicu koju su našli mrtvu u ruševinama Riker pokušava objasniti ostalima da je on još uvijek onaj isti i kako njegove moći nisu ništa loše.

U tome trenutku se na mostu ponovo pojavljuje Q koji nagovara Rikera da pokaže svojim prijateljima da se nije promijenio ispunjavajući im njihove najveće želje. Tu njegovu igru prihvaća i Picard uvjeren da će svi odbiti takvu ponudu. Kada svi odbiju mogućnost ispunjavanja svojih želja i sam Riker shvaća da je ono što postaneš svojim trudom puno vrjednije od onoga što dobiješ i tvrdeći za sebe da je bio idiot odbija ponudu da postane Q.
Picard zahtijeva da Q ispuni svoj dio oklade i pusti čovječanstvo na miru što on pokušava izbjeći, no iznenada nestaje u bljesku praćen Picardovim riječima kako će sada imati puno toga za objasniti ostalim u kontinuumu. Nakon njegovog nestanka sve se na Enterpriseu vraća u normalu i on nastavlja prema svome sljedećem odredištu.

## Vanjske poveznice
- Hide and Q na startrek.com   Arhivirana inačica izvorne stranice od 6. srpnja 2009. (Wayback Machine)